# Желанья
Желанья́ — деревня в Угранском районе Смоленской области России, расположена в восточной части области в 13 км к северо-востоку от Угры. На правом берегу реки Угры при впадении в неё реки Желонки. Население — 218 жителей (2007 год). Административный центр Желаньинского сельского поселения.

## История

### Новое время
Село с 1794 года. В 1850 году была открыта первая школа в доме священника Волочкова.

### Новейшее время

#### период великой отечественной войны
С 1941 года деревня Желанья находилась в немецкой оккупации. В 1942 году в этой деревне был создан полк партизанского движения под командованием В. В. Жабо, и в январе партизанами в деревне был организован полевой аэродром для приёма авиатранспорта. 18 января 1942 года в Угранском районе Смоленской области началась самая крупная десантная операция за историю Великой Отечественной войны, Вяземская воздушно-десантная операция, в котором около 12 тысяч советских солдат высадились в тыл немецким частям. Благодаря отважным действиям десантников, при поддержке партизан и местного населения, удалось замедлить немецкое наступление. В деревне установлен мемориальный комплекс в честь участников десанта из 4-го воздушно-десантного корпуса. В 1943 году деревня Желанья была освобождена советскими войсками. После освобождения был открыт госпиталь.

## Экономика
Библиотека, почта, медпункт, продовольственный магазин.

## Достопримечательности
- Скульптура на братской могиле воинов Советской Армии, погибших в 1941—1943 гг., которую отреставрировали в 2012 г. и открыли мемориал воинам-десантникам, где официально захоронено 1600 бойцов, из которых только 408 человек известны, а их имена выгравированы на плитах.
- На противоположном берегу реки Угры находятся 13 курганов XI-XIII веков (раньше было больше, но часть была раскопана в XIX веке Н. Г. Керцелли и В. И. Сизовым).
- Памятник десантникам 4 ВДК на северо-восточной окраине посёлка[2].

## Известные уроженцы
- Буланов, Гавриил Алексеевич (1897—1977) — советский военачальник, полковник.
- Скворцов, Константин Алексеевича (1894–1975) — профессор психиатрии.
- Скворцов, Алексей Константинович (1920—2008) — советский и российский ботаник.
- Шариков, Сергей Никанорович — прошел освобождение Варшавы, получил серебряный орден, дошел до Берлина и вернулся на Родину в 1948 году с орденом Славы, после чего преподавал в деревенской школе, в последствии став её директором.